# Tal von Siddim
Das Tal von Siddim (hebräisch עמק השדים) ist eine im Alten Testament in Gen 14  erwähnte geographische Bezeichnung. Die etymologische Herleitung des Namens ist ebenso wie die geographische Verortung des Tales umstritten. Aufgrund sprachlicher Parallelen im Ugaritischen und Akkadischen wird häufig die Bedeutung „Tal der (Acker)furchen“ angenommen.

## Biblische Beschreibung und Lage
In Gen 14,3  wird das Tal von Siddim mit „dem Salzmeer“, also dem Toten Meer, gleichgesetzt. Nach Gen 14,10  soll es dort viele Erdpechgruben gegeben haben. Deshalb gehen manche Interpretationen davon aus, dass das Tal nicht mit der gesamten Fläche des heutigen Toten Meeres gleichgesetzt werden sollte, sondern nur mit dessen Südende. Am südlichen Ende des Toten Meeres befinden sich natürliche Asphaltvorkommen und Brocken von Asphalt, die immer wieder an der Oberfläche schwimmen, was auch durch Flavius Josephus und andere griechische und lateinische Quellen berichtet wird.

## Biblische Erzählung
In Genesis 14 wird erzählt, wie die vier Könige Amrafel von Schinar, Arjoch von Ellasar, Kedor-Laomer von Elam und Tidal, der König der Völker, gegen die fünf Könige der Städte Sodom und Gomorra, Adma, Zebojim und Bela (Zoar) in den Krieg ziehen, da diese von König Kedor-Laomer abgefallen waren. Das Tal von Siddim wird zum Schauplatz des Kampfes, bei dem die Könige von Sodom und Gomorra in Asphaltgruben stürzen und die Angreifer somit siegreich sind. Unter den Gefangenen ist auch Lot, was seinen Onkel Abram veranlasst, den Königen hinterherzuziehen, um Lot zu befreien.
Im Genesis-Apokryphon, einem Werk unter den Schriftrollen vom Toten Meer, welches die Abrahamgeschichte nacherzählt, findet sich die Bezeichnung dementsprechend wieder.